# Тупоносые бычки
Тупоно́сые бычки́ (лат. Proterorhinus) — род лучепёрых рыб семейства бычковых (Gobiidae).
Характерными чертами представителей рода являются ноздри в виде длинных усиков, свешивающихся над верхней губой. 

## Виды
- Бычок-цуцик (Proterorhinus marmoratus), или мраморный тупоносый бычок — обитает в солоноватых водах Чёрного моря
- Proterorhinus nasalis — на юге Каспийского моря.
- Proterorhinus semilunaris — живёт в реках на западе бассейна Чёрного моря
- Proterorhinus semipellucidus. Встречается в пресной воде бассейна Каспийского моря, встречается в Волге и Москве-реке
- Proterorhinus tataricus — живёт только в бассейне реки Чёрная на юго-западе Крыма